# Canon FD
Ngàm ống kính Canon FD là một tiêu chuẩn để kết nối ống kính nhiếp ảnh với thân máy ảnh phản xạ ống kính đơn 35mm. Tiêu chuẩn được phát triển bởi Canon của Nhật Bản và được giới thiệu vào tháng 3 năm 1971 với máy ảnh Canon F-1. Nó hoạt động như hệ thống lắp ống kính hoán đổi cho nhau cho đến khi máy ảnh Canon EOS ra mắt năm 1987, sử dụng ngàm ống kính EF mới hơn. Ngàm FD đã ngưng lại thông qua việc phát hành Canon T60 năm 1990, máy ảnh cuối cùng được giới thiệu trong hệ thống FD và kết thúc chu kỳ sản phẩm Canon New F-1 vào năm 1992.
Ngàm FD được dựa trên và thay thế ngàm FL trước đó của Canon (lần lượt đã thay thế ngàm R); Máy ảnh gắn trên FD có thể sử dụng ống kính FL ở chế độ đo sáng dừng. Mặc dù chưa bao giờ được Canon giải thích chính thức, những người khác đã cố gắng gán ý nghĩa cho chỉ định "FD". Một nỗ lực như vậy nói rằng ký hiệu "FD" là viết tắt của "Màn trập mặt phẳng tiêu cự với liên kết kép để điều khiển màng"(Focal-plane shutter with Dual linkage for diaphragm control); trong thực tế, có hai liên kết và hai tín hiệu: đòn bẩy khẩu độ tự động, đòn bẩy tín hiệu khẩu độ, chân tín hiệu khẩu độ đầy đủ và pin khóa phơi sáng tự động. Đây là gấp đôi loạt ống kính trước đó, sử dụng ký hiệu "FL", có nghĩa là "Màn trập mặt phẳng tiêu cự, ngàm được liên kết."(Focal-plane shutter, Linked mount.) [Cần dẫn nguồn]
Trải qua hơn 21 năm sản xuất, Canon đã giới thiệu 134 ống kính FD khác nhau, từ 7,5mm đến 1,200mm ở mười bảy tiêu cự cố định khác nhau và mười chín phạm vi zoom khác nhau, một trong những dòng ống kính lấy nét thủ công rộng rãi nhất, nếu không phải là nhất về sản xuất. [cần dẫn nguồn]
Hệ thống Canon FD rất được yêu thích vào những năm 1970 và 1980, khi nó ra đời và tăng thị phần với các nhiếp ảnh gia chuyên nghiệp cũng như đã trang bị cho hơn một triệu người dùng. Thật vậy, chỉ riêng doanh số của máy ảnh Canon AE-1 đã vượt quá một triệu. [1]
Canon đã thay thế ngàm FD bằng quyết định của mình để tạo ra ngàm EF hoàn toàn điện tử. Do đó, hệ thống ngàm FD, với điều kiện hạn chế cho lấy nét tự động, hiện đã lỗi thời về mặt thương mại và máy ảnh và ống kính Canon FD có sẵn với giá thấp trên thị trường cũ. Điều này làm cho hệ thống rất hấp dẫn đối với các nhiếp ảnh gia phim 35mm, những người đòi hỏi chất lượng quang học cao nhất, [2] [3] trong khi không cần khả năng lấy nét tự động.
Ống kính FD có thể được sử dụng trên nhiều máy ảnh ống kính không gương lật với bộ chuyển đổi phù hợp. Chúng là một sự thay thế phổ biến cho các ống kính hiện đại trong số một số người dùng, mặc dù họ thiếu tự động lấy nét.

## Giới thiệu
Ngàm ống kính FD là ngàm khóa breech-lock, là một biến thể của phần đính kèm lưỡi lê ba mặt bích phổ biến. Ưu điểm của khóa breech-lock trên lưỡi lê là không phải các bề mặt tiếp xúc giữa thân máy và ống kính, cũng không phải các cơ chế báo hiệu, xoay với nhau khi lắp ống kính. Điều này ngăn chặn mọi hao mòn cơ học, có thể làm giảm khoảng cách giữa ống kính và phim rất chính xác hoặc gây ra lỗi giao tiếp giữa ống kính và thân máy.
Lần lặp đầu tiên của Canon về khóa breech-lock FD, mở rộng về phía trước từ các ống kính dòng R và FL trước đó, sử dụng một vòng lắp xoay ở phía sau ống kính; thân ống kính không tự xoay để lắp. Nhược điểm nhỏ của nó là thay đổi ống kính chậm hơn một chút so với lưỡi lê.
Có ba phiên bản khác nhau của ống kính FD vòng:
Phiên bản đầu tiên có nòng trước mạ crôm (biệt danh là "mũi chrome") và chữ "o" màu xanh lá cây để phơi sáng tự động.
Phiên bản thứ hai có thùng trước màu đen và vẫn có chữ "o" màu xanh lá cây để phơi sáng tự động.
Phiên bản thứ ba có nòng trước màu đen và chữ "A" màu xanh lá cây để phơi sáng tự động. Các phiên bản khác nhau được chi tiết dưới đây dưới các biến thể.
Các ống kính FD thế hệ thứ hai, được bán trên thị trường lần đầu tiên vào năm 1981 dưới tên New FD, được gắn giống như các ống kính gắn lưỡi lê trong đó nhiếp ảnh gia vặn toàn bộ thân ống kính để lắp và tháo gỡ, mặc dù các bề mặt giao phối thực tế vẫn được cố định. [4] Điều này vẫn giữ được những ưu điểm của giá treo khóa trong khi vẫn cho phép sự tiện lợi của lưỡi lê. Các chữ SC hoặc SSC để chỉ lớp phủ ống kính không còn được đặt trên ống kính. Các tài liệu của Canon tuyên bố rằng Tất cả các ống kính FD mới ngoại trừ FD 50mm F1.8 mới đều có lớp phủ SSC. Canon sau đó đã chọn ngàm kiểu lưỡi lê cho các ống kính EF của hệ thống EOS, nơi không có khớp nối cơ học chính xác.
Giống như người tiền nhiệm FL, hệ thống ngàm FD cho phép chức năng màng tự động, nhưng ngoài ra, một chân tín hiệu mới hỗ trợ đo sáng khẩu độ đầy đủ. Chân tín hiệu thứ hai cho cài đặt "tự động" của mặt số khẩu độ, cộng với một liên kết để cho phép máy ảnh đặt mức độ mở màng, cho phép phơi sáng tự động tách rời. Máy ảnh đầu tiên sử dụng điều này là Canon F-1 năm 1971, khi được trang bị Servo EE Finder. Sau đó, Canon EF năm 1973 đã tích hợp phơi sáng tự động, cũng như các máy ảnh Canon A-series rất nổi tiếng (như AT-1) bắt đầu vào năm 1976.
Do đó, bắt đầu với các ống kính FD đầu tiên được sản xuất vào cuối năm 1970, tất cả các ống kính FD đều có khả năng hỗ trợ đo sáng khẩu độ đầy đủ và nhiều chế độ phơi sáng tự động (AE) sử dụng cả hai chế độ ưa thích màn trập và khẩu độ. Ngay cả AE được lập trình cũng có thể không có sửa đổi đối với ngàm ống kính, mặc dù tại thời điểm giới thiệu, Canon không có thân máy ảnh AE trong dòng FD. Đây là một chiến thắng thiết kế cho Canon mà không một nhà sản xuất máy ảnh hay ống kính nào có thể sánh bằng vào năm 1970. Mỗi nhà sản xuất máy ảnh khác phải thực hiện một hoặc nhiều thay đổi đối với ngàm ống kính của nó để cho phép đo sáng khẩu độ đầy đủ, và sau đó là hoạt động của AE và/ hoặc lập trình AE.
Ngàm FD không hỗ trợ cho giao tiếp cơ thể của ống kính điện hoặc cơ học cần thiết để lấy nét tự động, đó là lý do chính cho việc nghỉ hưu của nó. (Ba ống kính dòng AC, được mở rộng từ ngàm ống kính FD, được mô tả bên dưới, là một ngoại lệ). Mặc dù Canon có thể đã điều chỉnh ngàm để hỗ trợ lấy nét tự động, cũng như các nhà sản xuất khác, công ty thay vào đó chọn cách làm sạch với quá khứ và thiết kế giao diện hoàn toàn mới với hỗ trợ điều khiển và báo hiệu điện.

## Tráng phủ thấu kính
Các ống kính Canon FD khóa đầu tiên (1970-1973) thường có thể nhận ra bằng vòng lọc chrome (bạc) ở phía trước (vòng này bao gồm lưỡi lê của chính nó được sử dụng để gắn một ống kính phù hợp). Có biệt danh là ống kính 'mũi chrome', hai ống kính này đã sử dụng hai lớp phủ ống kính độc quyền mới, được chỉ định là "S.C." (Lớp phủ quang phổ) và "S.S.C." (Lớp phủ siêu  quang phổ), nhưng không lớp phủ nào được biểu thị ở mặt trước của ống kính. Cả hai đều là nhiều lớp phủ, nhưng chỉ ra hai loại chất lượng. Trong loạt 'mũi chrome', chỉ có khẩu độ lớn 55mm f / 1.2 và 55mm F1.2 AL (Aspherical) và ống kính mắt cá 7.5mm được sử dụng S.S.C. Loạt ống kính FD đầu tiên này có chung các đặc điểm khác mà sau này sẽ thay đổi; vòng khóa breech-lock có thể được xoay tự do mà không cần gắn nó vào thân máy và vòng khẩu độ có chữ "o" màu xanh lá cây ở cuối thang đo để chỉ hoạt động khẩu độ tự động, lúc đó chỉ có thể với F- 1 cơ thể có đính kèm Servo EE Finder. Vòng khẩu độ có thể được xoay tự do bật và tắt "o", mặc dù chân công tắc AE nhỏ ở phía sau ống kính (xuất hiện khi vòng khẩu độ được xoay thành "o" ngăn người ta làm điều này trừ khi cơ thể có Có lỗ nhỏ thích hợp ở vị trí thích hợp. Có ống kính FD thế hệ đầu tiên không có nòng trước mạ crôm, Một số ống kính góc rộng và một số ống kính tele có nòng đen, nhưng mã ngày của chúng, thiếu nút khóa khẩu độ và vòng xoay tự do đặt chúng vào nhóm ống kính FD phiên bản đầu tiên.
Loạt ống kính FD breech-lock thứ hai (1973-1976), đã ngừng sử dụng mặt trước nòng chrome, được khắc chữ "S.C." màu trắng hoặc "S.S.C." màu đỏ ở mặt trước của ống kính. S.S.C. lớp phủ được mở rộng cho hầu hết các ống kính trong loạt này. Lớp phủ S.C. cơ bản, phần lớn, được giới hạn ở các ống kính ít tốn kém nhất. Các ống kính FD thế hệ vòng 2 này vẫn có chữ "o" màu xanh lá cây, nhưng bây giờ đã có nút khóa chrome trên vòng khẩu độ phải được đặt xuống để đặt ống kính lên hoặc tháo ống kính ra khỏi "o". Người ta vẫn không thể đặt ống kính lên "o" trừ khi thân máy có lỗ pin chuyển đổi AE. Và ống kính không thể được gắn trên thân máy không phải EE / AE nếu ống kính được đặt ở chế độ "o". Vòng đeo tay bây giờ có một khóa ngăn không cho nó xoay trừ khi nắp phía sau được đặt hoặc ống kính được gắn vào thân máy. Hơn nữa, vòng breech-lock xoay nhẹ khi ống kính được gắn để hỗ trợ cho việc gắn ống kính một cách an toàn.
Biến thể thứ ba, được sản xuất từ năm 1976 đến khi kết thúc quá trình sản xuất ống kính FD vòng (khoảng năm 1980) đã thay đổi chữ "o" màu xanh lá cây thành chữ "A" màu xanh lá cây và nút khóa vòng khẩu độ chrome được đổi từ chrome sang màu đen. Vòng breech vẫn bị khóa trừ khi được gắn và nó vẫn có vòng xoắn được tải bằng lò xo để giúp việc lắp ống kính dễ dàng hơn. Ống kính FD 50mm F1.8 phiên bản thứ ba cũng nhận được nòng trước bằng nhựa để giảm kích thước và trọng lượng. Điều này tương ứng với việc giới thiệu các máy ảnh Canon A-series nhỏ hơn và nhẹ hơn so với thân máy "F-series" cũ hơn, lớn hơn và nặng hơn.
Vào năm 1978, với sự ra đời của dòng FD mới (biệt danh là 'FDn'), loại lớp phủ không còn được chỉ định ở mặt trước ống kính. Tất cả các ống kính này đã nhận được lớp phủ S.S.C., ngoại trừ duy nhất là trường hợp ống kính 50mm f / 1.8.
Các ống kính FD breech-lock ban đầu và ống kính FD mới hoàn toàn có thể thay thế cho nhau và mỗi loại có thể được sử dụng trên bất kỳ thân máy FD nào. Một sự khác biệt nhỏ về hoạt động giữa ống kính FD mới và ống kính trước đó chỉ xảy ra khi sử dụng thân máy Canon New F-1 với AE Finder FN ở chế độ AE ưa thích khẩu độ. Các vòng khẩu độ của ống kính FD mới được đặt gần phía sau ống kính hơn để có thể nhìn thấy giá trị khẩu độ trong kính ngắm của F-1 mới, thông qua lăng kính quang học. Tỷ lệ khẩu độ trước của ống kính không thẳng hàng với lăng kính và do đó không nhìn thấy được

## Thấu kính phi cầu, Fluorite và ống kính dòng L
Một loạt các ống kính FD nâng cao đã có sẵn cho các nhiếp ảnh gia yêu cầu hiệu suất cơ học và quang học cao nhất. Ngoài cấu trúc cơ học mạnh mẽ hơn, các ống kính này còn sử dụng nhiều công nghệ đặc biệt, bao gồm thấu kính phi cầu, các thành phần quang học calcium fluorite và kính phân tán cực thấp. Canon đã sử dụng những phương tiện này để đạt được hiệu suất quang học vượt trội ở các thái cực của thiết kế ống kính: khẩu độ rộng và độ dài tiêu cự cực cao. Thấu kính hình cầu cải thiện hiệu suất của ống kính góc rộng và tiêu chuẩn ở khẩu độ rất rộng. Các yếu tố phân tán cực thấp và fluorite hầu như đã loại bỏ quang sai màu ở độ dài tiêu cự dài. [5]
Các phiên bản trước của các ống kính này có chỉ dẫn "AL", "Aspherical" hoặc "Fluorite" ở mặt trước của ống kính. Các phiên bản 'FD mới' sau năm 1979 đã thừa nhận tất cả các công nghệ kỳ lạ theo chỉ định duy nhất "L" (thường được cho là 'sang trọng' hoặc 'Aspherical'). Canon đã tiếp tục ký hiệu "L" và vòng màu đỏ nổi tiếng xung quanh mặt trước ống kính, trong các ống kính tự động lấy nét hiện tại của EF dành cho máy ảnh EOS, nơi biểu tượng hiện chính thức là "Luxury".

## Ống kính Macro
Series FD bao gồm một số ống kính zoom với cơ chế lấy nét gần, nhắm vào các nhiếp ảnh gia nghiệp dư. Series cũng bao gồm ba ống kính macro thực sự ở 50mm, 100mm và 200mm. Chúng cung cấp khả năng lấy nét đặc biệt gần và được sửa chữa cho độ phẳng của trường ảnh ở khoảng cách chụp gần. 50mm và 100mm được bán trên thị trường với các ống mở rộng cho phép tái tạo kích thước thật. 200mm có thể đạt kích thước thật mà không cần mở rộng thêm.

## Ống kính chuyên dụng
Canon cung cấp bảy ống kính đặc biệt cho ngàm FD. Ống kính Tilt-Shift 35mm f / 2.8 là ống kính điều khiển phối cảnh. Nó có thể nghiêng ± 8 độ đối với độ sâu điều khiển trường hoặc dịch chuyển 11mm đối với điều khiển phối cảnh. Mặc dù nó sử dụng ngàm khóa breech-lock, nhưng nó không thực sự là ống kính FD vì màng loa của nó được vận hành thủ công và nó phải được sử dụng với đo sáng dừng.
Ống kính Soft Focus 85mm f / 2.8 được thiết kế để chụp chân dung. Nhiếp ảnh gia có thể giới thiệu ba cấp độ quang sai hình cầu thông qua vòng đẩy. Vì khẩu độ cũng ảnh hưởng đến cường độ của hiệu ứng lấy nét mềm, nên có thể có nhiều kết quả. Ống kính cũng có thể được sử dụng như một ống kính tele ngắn tiêu chuẩn. Nó cung cấp tất cả các tính năng FD.
Ống kính Reflex 500mm f / 8 là ống kính gương supertelephoto có chất lượng quang học cao, có chung đặc điểm độc đáo của tất cả các ống kính gương với vật cản trung tâm. Vì khẩu độ của nó được cố định ở f / 8, nó thiếu các tín hiệu và điều khiển FD. Nó phải được sử dụng ở chế độ đo sáng thủ công hoặc dừng.
Hai ống kính đặc biệt khác là mắt cá. Hai phiên bản đã được sản xuất. 7.5mm f / 5.6 là một mắt cá hình tròn, thể hiện trường nhìn 180 độ trong vòng tròn hình ảnh 23mm. Nó đòi hỏi hoạt động thủ công và đo sáng dừng. 15mm f / 2.8 là một mắt cá toàn khung hình, hiển thị trường nhìn 180 độ trên đường chéo của khung 35mm với độ méo đáng kể của ống kính mắt cá. Nó bao gồm tất cả các tính năng FD và có thể được sử dụng với phơi sáng tự động. Cả hai ống kính đều có bộ lọc bên trong.
Các ống kính chuyên dụng còn lại là ống kính Macrophoto 20mm f / 3.5 và 35mm f / 2.8. Tương tự như mục tiêu kính hiển vi, chúng cung cấp độ phóng đại lần lượt là 4X-10X và 2X-6X khi được gắn trên Chuông tự động FD. Chúng chỉ có thể được sử dụng với ống thổi, thông qua bộ chuyển đổi FD; trong khi bộ chuyển đổi có thể gắn chúng trực tiếp vào máy ảnh, chúng không thể hoạt động một cách quang học. Chúng không phải là ống kính FD, nhưng được liệt kê ở đây vì chúng là một phần của toàn bộ hệ thống.

## Ống FD lấy nét tự động
Trước khi ngàm FD bị hệ thống EOS thay thế, Canon đã chế tạo bốn ống kính lấy nét tự động. Trong số này, chỉ có FD 35-70mm f / 4 AF có khả năng tự động lấy nét trên tất cả các máy ảnh FD. Những cái khác, được gọi là ống kính AC, chỉ cung cấp tự động lấy nét trên máy ảnh T80.
FD 35-70mm f / 4 AF có hệ thống lấy nét tự động hoàn toàn độc lập và là một trong những ống kính zoom tự động lấy nét đầu tiên trên thế giới (Pentax ME F là chiếc đầu tiên [7]). Hệ thống lấy nét tự động được kích hoạt bằng một nút ở bên cạnh ống kính và không liên lạc với thân máy. Nó khá chính xác với các đối tượng tĩnh, nhưng quá chậm để trở thành một giải pháp thiết thực cho các đối tượng chuyển động như thể thao. [8]
Phát triển hơn nữa đã tạo ra ngàm AC của ngàm FD. Ba ống kính AC được sản xuất, AC 50mm f / 1.8, AC 35-70mm f / 3.5-4.5 và AC 75-200mm f / 4.5. Tất cả được phát hành vào tháng 4 năm 1985 cùng với máy ảnh Canon T80, đây là máy ảnh duy nhất từng được sản xuất để tận dụng khả năng AF của ống kính AC. Các ống kính giao tiếp với T80 thông qua ngàm FD được sửa đổi có thêm các tiếp điểm điện. Chúng không có vòng khẩu độ, và do đó chỉ có thể sử dụng được ở chế độ phơi sáng tự động. Chúng giống hệt với ngàm FD và có thể được lấy nét thủ công trên các camera ngàm FD có thể điều khiển khẩu độ. Dòng AC đã được chứng minh là một sự phát triển cuối cùng trong sự phát triển của dòng EF và Canon sẽ từ bỏ khả năng trong ba máy ảnh gắn trên FD còn lại mà nó sản xuất, New F-1, T90 và T60.

## Trên các ngàm khác
Khoảng cách tiêu cự mặt bích 42mm của ngàm FD ngắn hơn so với hầu hết các ngàm ống kính khác. Do đó, một số ống kính từ các máy ảnh thời kỳ khác có khoảng cách tiêu cự mặt bích dài hơn có thể được gắn trên máy ảnh ngàm Canon FD với ngàm chuyển phù hợp và vẫn giữ được tiêu cự vô cực. Các ống kính FD có thể được điều chỉnh phù hợp với các máy ảnh khác có khoảng cách tiêu cự mặt bích dài hơn, mặc dù các ống kính không thể lấy nét đến vô cực trừ khi bộ chuyển đổi có chứa thành phần hiệu chỉnh quang có thể làm giảm chất lượng hình ảnh, vì nó không phải là một phần của thiết kế quang ống kính FD gốc.
Sau khi giới thiệu dòng máy ảnh EOS,  ngàm ống kính EF có khoảng cách tiêu cự mặt bích 44 mm, Canon đã bán ra một bộ chuyển đổi ngắn gọn cho phép sử dụng một số ống kính tele FD trên thân máy EOS. Bộ chuyển đổi chứa quang học hiệu chỉnh chất lượng cao và có chức năng như một bộ chuyển đổi tele 1,26x; nó không thể được sử dụng trên các ống kính có độ dài tiêu cự ngắn hơn 200mm, cũng như bất kỳ ống kính nào cản trở quang học nhô ra của nó. Bộ chuyển đổi được sản xuất với số lượng hạn chế, với mục đích giảm chi phí chuyển đổi ban đầu cho người dùng chuyên nghiệp sở hữu ống kính tele FD đắt tiền. Ban đầu có giá 250 đô la, những bộ điều hợp này hiện đang khan hiếm và được đánh giá cao, được bán với giá khoảng 1.000 đô la trên thị trường đồ cũ. Các bộ điều hợp FD sang EOS rẻ tiền khác có sẵn và có thể được sử dụng với chi phí giảm chất lượng hình ảnh, đặc biệt là ở khẩu độ lớn. [9]
Các nhiếp ảnh gia và kỹ thuật viên lành nghề về cơ khí đã trang bị thành công ống kính FD với ngàm thay thế, bao gồm ngàm Arri PL và ngàm Canon EF.
Các ống kính FD có thể được gắn trên các máy ảnh rangefinder của Canon hoặc các máy ảnh gắn trên trục vít Leica khác bằng cách sử dụng Canon Lens Mount Adaptor B, nhưng mất tiêu cự kết hợp với rangefinder.
Các ống kính FD đã được sử dụng thường xuyên với hệ thống Micro Four Thirds kể từ khi được giới thiệu vào năm 2008. Nó có khoảng cách tiêu cự mặt bích chỉ 20 mm và hệ số crop 2 ×, giảm một nửa trường nhìn so với khung phim 24x36mm ban đầu.
Kể từ năm 2012, với sự ra mắt của máy ảnh không gương lật Canon EOS M, hầu hết tất cả các ống kính FD hoặc FL đều có thể được điều chỉnh thành công với tiêu cự vô cực có sẵn mà không cần ống kính bù, do đó không ảnh hưởng đến độ phân giải, độ tương phản và hiệu suất méo. EOS-M có cảm biến APS-C 18 megapixel, cung cấp chất lượng hình ảnh và độ phân giải tương đương với các cảm biến có kích thước APS-S APS-C khác của Canon, giữ lại hệ số crop 1.6 × của chúng. Ống kính FD / FL phải được lấy nét thủ công và đo sáng được thực hiện với mức độ ưu tiên khẩu độ. [10]
Ống kính FD cũng có thể được gắn vào máy ảnh kỹ thuật số không gương lật hiện tại với khoảng cách tiêu cự mặt bích ngắn, sử dụng bộ điều hợp cơ đơn giản mà không cần hiệu chỉnh quang học. Các ống kính FD, đặc biệt là các biến thể f / 2.8, f / 2 và f / 1.4 rộng và siêu rộng, đã được chứng minh là các tùy chọn phổ biến cho quay phim cho các định dạng không gương lật này.
Một tùy chọn phổ biến khác là hệ thống máy ảnh ống kính không gương lật Sony NEX / Sony ILCE với ngàm Sony E. Giá treo E có khoảng cách mặt bích là 18mm và hệ số crop 1,5 × với camera cảm biến APS-C và hệ số crop 1 × với camera cảm biến full frame, f.i. dòng Sony α7 được giới thiệu vào cuối năm 2013.

## Danh sách

### Thân máy
- Canon F-1 (1971)
- Canon FTb (1971)
- Canon FTbn (1973)
- Canon EF (1973)
- Canon TLb (1974)
- Canon TX (1975)
- Canon F-1n (Bản remake của 1971 F-1) (1976)
- Canon AE-1 (1976)
- Canon AT-1 (1976)
- Canon A-1 (1978)
- Canon AV-1 (1979)
- Canon New F-1 (Bản remake cuối cùng của F-1) (1981)
- Canon AE-1 Program (1981)
- Canon AL-1 (1982)
- Canon T50 (1983)
- Canon T70 (1984)
- Canon T80 (1985)
- Canon T90 (1986)
- Canon T60 (1990)

### Ống kính
Sê-ri FD bao gồm các ống kính có tất cả các tiêu cự tiêu chuẩn từ 7,5mm đến 800mm. Ít nhất hai khẩu độ tối đa khác nhau đã được cung cấp ở mỗi tiêu cự từ 24mm đến 500mm.
Thế hệ ban đầu của ống kính FD có vòng khóa màu bạc ở chân đế. Chỉ có vòng khóa quay để khóa ống kính vào thân máy; thân ống kính vẫn đứng yên. Các ống kính New FD sau này có ngàm màu đen bao gồm nút nhả ống kính.
Lưu ý rằng một số ống kính được liệt kê dưới đây được bán trên thị trường chỉ trong một thế hệ. Các ống kính có độ dài tiêu cự giống hệt nhau và khẩu độ tối đa kéo dài cả hai thế hệ, ngoài các ngàm thay đổi, thường nhỏ hơn và nhẹ hơn trong thế hệ FD mới và thường được sử dụng các bộ lọc đường kính nhỏ hơn.

#### Ống kính mắt cá
- 7.5mm f/5.6
- 7.5mm f/5.6 S.S.C.
- New Fisheye 7.5mm f/5.6
- 15mm f/2.8 S.S.C.
- 15mm f/2.8 S.S.C.
- New Fisheye 15mm f/2.8

#### Ống kính góc cực rộng
- FDn 14mm f/2.8L
- 17mm f/4
- 17mm f/4 S.S.C.
- FDn 17mm f/4
- 20mm f/2.8 S.S.C.
- FDn 20mm f/2.8

#### Ống kính góc rộng
- 24mm f/1.4 S.S.C. Aspherical
- New FD 24mm f/1.4L
- New FD 24mm f/2.0
- 24mm f/2.8
- 24mm f/2.8 S.S.C.
- New FD 24mm f/2.8
- New FD 28mm f/2.0
- 28mm f/2 S.S.C.
- 28mm f/2.8 S.C.
- New FD 28mm f/2.8
- 28mm f/3.5
- 28mm f/3.5 S.C.
- 35mm f/2
- 35mm f/2 I
- 35mm f/2 II
- 35mm f/2 III
- 35mm f/2 S.S.C. I
- 35mm f/2 S.S.C. II
- New FD 35mm f/2.0
- New FD 35mm f/2.8
- TS 35mm f/2.8 S.S.C. (chỉnh góc nhìn nghiêng)
- 35mm f/3.5
- 35mm f/3.5 S.C. I
- 35mm f/3.5 S.C. II
- 35mm f/3.5 S.C. III

#### Ống tiêu chuẩn
- New FD 50mm f/1.2
- New FD 50mm f/1.2L
- 50mm f/1.4
- 50mm f/1.4 S.S.C. (I)
- 50mm f/1.4 S.S.C. (II)
- New FD 50mm f/1.4
- 50mm f/1.8 (I)
- 50mm f/1.8 (II)
- 50mm f/1.8 S.C. (I)
- 50mm f/1.8 S.C. (II)
- New FD 50mm f/1.8
- New FD 50mm f/2.0
- Macro 50mm f/3.5 S.S.C.
- New FD 50mm f/3.5 Macro
- 55mm f/1.2
- 55mm f/1.2 AL
- 55mm f/1.2 S.S.C.
- 55mm f/1.2 S.S.C. AL
- 55mm f/1.2 S.S.C. Aspherical

#### Ống tele
- 85mm f/1.2 S.S.C. Aspherical
- New FD 85mm f/1.2L
- 85mm f/1.8 S.S.C.
- New FD 85mm f/1.8
- New FD 85mm f/2.8 Soft Focus
- New FD 100mm f/2.0
- 100mm f/2.8
- 100mm f/2.8 S.S.C.
- New FD 100mm f/2.8
- Macro 100mm f/4 S.C.
- New FD 100mm f/4 Macro
- New FD 135mm f/2
- 135mm f/2.5
- 135mm f/2.5 S.C.
- New FD 135mm f/2.8
- 135mm f/3.5
- 135mm f/3.5 S.C. (I)
- 135mm f/3.5 S.C. (II)
- New FD 135mm f/3.5
- New FD 200mm f/1.8L
- 200mm f/2.8 S.S.C.
- New FD 200mm f/2.8
- New FD 200mm f/2.8 Rear Focusing/Internal Focus
- 200mm f/4
- 200mm f/4 S.S.C.
- New FD 200mm f/4
- New FD 200mm f/4 Macro
- 300mm f/2.8 S.S.C. Fluorite
- New FD 300mm f/2.8L
- 300mm f/4 S.S.C.
- New FD 300mm f/4
- New FD 300mm f/4L
- 300mm f/5.6
- 300mm f/5.6 S.C.
- 300mm f/5.6 S.S.C.
- New FD 300mm f/5.6

#### Ống siêu tele
- 400mm f/4.5 S.S.C.
- New FD 400mm f/4.5
- Canon FD 400mm f/2.8L
- 500mm f/4.5L
- New FD 500mm f/4.5L
- Reflex 500mm f/8 S.S.C.
- New Reflex 500mm f/8.0
- 600mm f/4.5 S.S.C.
- New FD 600mm f/4.5
- 800mm f/5.6 S.S.C.
- New FD 800mm f/5.6L

Phiên bản giới hạn
- 800mm f/3.8 Mirror
- 2000mm f/11 Mirror
- 5200mm f/14 Mirror
- Ngoài ra, một ống kính 1200mm f/5.6L đã được phát triển và sử dụng tại Thế vận hội Mùa hè 1984, nhưng chưa bao giờ được bán trên thị trường dưới dạng ống kính FD. Tất cả các bản sao của ống kính đó đã được chuyển trở lại trụ sở của Canon tại Nhật Bản, được chuyển đổi thành ngàm EF và được bán dưới dạng ống kính EF.

#### Ống zoom
- New FD 20-35mm f/3.5L
- 24-35mm f/3.5 S.S.C. Aspherical
- New FD 24-35mm f/3.5L
- 28-50mm f/3.5 S.S.C.
- New FD 28-50mm f/2.8-3.5
- New FD 28-55mm f/3.5-4.5
- New FD 28-85mm f/4
- 35-70mm f/2.8-3.5 S.S.C.
- New FD 35-70mm f/2.8-3.5
- New FD 35-70mm f/3.5-4.5
- New FD 35-70mm f/4
- New FD 35-70mm f/4 Autofocus
- New FD 35-105mm f/3.5
- New FD 35-105mm f/3.5-4.5
- New FD 50-135mm f/4.5
- New FD 50-300mm f/4.5L
- New FD 70-150mm f/4.5
- New FD 70-210mm f/4
- New FD 75-200mm f/4.5
- 80-200mm f/4 S.S.C.
- New FD 80-200mm f/4
- New FD 80-200mm f/4L
- 85-300mm f/4.5 S.S.C
- New FD 85-300mm f/4.5
- 100-200mm f/5.6
- 100-200mm f/5.6 S.S.C.
- New FD 100-200mm f/5.6
- New FD 100-300mm f/5.6
- New FD 100-300mm f/5.6 (v2)
- New FD 100-300mm f/5.6L
- New FD 150-600mm f/5.6L

#### Ống siêu macro
- Macrophoto Lens 20mm f/2.8
- Macrophoto Lens 35mm f/2.8